# Parisus damarensis
Parisus damarensis är en tvåvingeart som först beskrevs av Hesse 1938.  Parisus damarensis ingår i släktet Parisus och familjen svävflugor.
Artens utbredningsområde är Namibia. Inga underarter finns listade i Catalogue of Life.